# Xindiriali
Xindiriali (en rus: Шиндыръялы) és un poble de la República de Marí El, a Rússia, que en el cens del 2010 tenia 345 habitants. Pertany al districte rural de Kozmodemiansk.